# 三好康之 (陸軍軍人)
三好 康之（みよし やすゆき、1898年（明治31年）8月12日 - 1989年（平成元年）11月6日）は、日本の陸軍軍人。最終階級は陸軍少将。

## 経歴
広島県出身。広島地裁判事・三好康親の息子として生まれる。広島高等師範学校附属中学校（現広島大学附属中学校・高等学校）卒業を経て、1919年（大正8年）5月、陸軍士官学校（31期）を卒業。同年12月、歩兵少尉に任官し歩兵第42連隊付となる。1922年（大正11年）12月、歩兵中尉に昇進。1923年（大正12年）2月から10月まで、陸軍航空学校で操縦学生として学んだ。1923年11月、飛行第3大隊付となる。1925年（大正14年）5月、兵科を航空兵に転科し航空兵中尉に任官し飛行第3連隊付となる。同年6月、所沢陸軍飛行学校教官に就任。1930年（昭和5年）11月、陸軍大学校（42期）を卒業し飛行第1連隊中隊長に就任。
1931年（昭和6年）12月、参謀本部付勤務となり、参謀本部員を務め、1934年（昭和9年）8月、航空兵少佐に昇進。1935年（昭和10年）3月、アメリカ大使館付武官補佐官に発令された。1936年（昭和11年）8月、浜松陸軍飛行学校教官に転じ、参謀本部員を経て、1937年（昭和12年）11月、航空兵中佐に進み大本営参謀に就任。1938年（昭和13年）3月、関東軍参謀に転じ、1939年（昭和14年）8月、航空兵大佐に昇進し航空兵団参謀となる。
1940年（昭和15年）8月、陸大教官に転じ、陸大研究主事を経て、1942年（昭和17年）3月、第5飛行集団参謀長に発令され太平洋戦争に出征。翌月、組織改編により第5飛行師団参謀長となる。1943年（昭和18年）8月、陸軍少将に進級し明野陸軍飛行学校水戸分校長に発令され帰国。分校の組織改編により1944年（昭和19年）6月、常陸教導飛行師団長に就任。同年9月、第12飛行師団長心得に転じ、1945年（昭和20年）5月、第30戦闘飛行集団長に発令され、熊本で本土決戦に備える中で終戦を迎えた。同年9月、中部軍管区参謀副長に就任。同年11月に復員。同年9月から1946年（昭和21年）2月まで、三好機関長を務め京都に駐在した。
1947年（昭和22年）11月28日、公職追放仮指定を受けた。

## 著作
- 『歴史の思想体系とその教訓 : 一軍人の歴史観』上下、勁草出版サ−ビスセンタ−、1978年。

## 親族
- 兄 三好康方（海軍機関大佐）[1]